# Distretto di Dushi
Il distretto di Dushi è un distretto dell'Afghanistan appartenente alla provincia di Baghlan. Viene stimata una popolazione di 33 908 abitanti (stima 2016-17).